# Graceville (Minnesota)
Graceville é uma cidade localizada no estado americano de Minnesota, no Condado de Big Stone.

## Demografia
Segundo o censo americano de 2000, a sua população era de 605 habitantes.
Em 2006, foi estimada uma população de 575, um decréscimo de 30 (-5.0%).

## Geografia
De acordo com o United States Census Bureau tem uma área de
1,6 km², dos quais 1,6 km² cobertos por terra e 0,0 km² cobertos por água. Graceville localiza-se a aproximadamente 342 m acima do nível do mar.

## Localidades na vizinhança
O diagrama seguinte representa as localidades num raio de 24 km ao redor de Graceville.